# ヴェンケ・フォス
ヴェンケ・フォス(Wenche Foss、1917年12月5日 - 2011年3月28日）は、ノルウェーの女優。

## 人物
1917年12月5日、オスロ出身。1935年にデビューし、多くのTVドラマや映画に出演している。1953年に生まれた彼女の長男はダウン症を持って生まれ、彼女もこのことを公表している。1955年に生まれた次男のファビアンは現在のオスロ市長である。
1971年には乳がんであったことが発覚している。
2011年3月28日、オスロにて92歳で亡くなっている。93歳没。

## 主な出演作品
- 女ごころ Kranes Kondirori （1951年）
- ピンチクリフ・グランプリ Pinchcliffe Grand Prix （1975年）

## 脚註
1. ↑  Wenche Foss døde mandag, 93 år gammel. På Theatercafeen står et bord tomt. Aftenposten har snakket med folk om hva hun har betydd for dem aftenposten 2011-3-28